# Quận Orleans, New York
Quận Orleans (tiếng Anh: Orleans County) là một quận trong tiểu bang New York, Hoa Kỳ. Quận lỵ là làng Albion 6. Theo điều tra dân số năm 2000 của Cục điều tra dân số Hoa Kỳ, quận này có dân số 44171 người 2.